# Ретгесбител
Ретгесбител (њем. Rötgesbüttel) општина је у њемачкој савезној држави Доња Саксонија. Једно је од 41 општинског средишта округа Гифхорн. Према процјени из 2010. у општини је живјело 2.345 становника. Посједује регионалну шифру (AGS) 3151023.

## Географски и демографски подаци
Ретгесбител се налази у савезној држави Доња Саксонија у округу Гифхорн. Општина се налази на надморској висини од 67 метара. Површина општине износи 10,8 km². У самом мјесту је, према процјени из 2010. године, живјело 2.345 становника. Просјечна густина становништва износи 217 становника/km².